# 温哲轩
溫少淮（1989年2月18日—）為台灣男藝人，原名溫哲軒，2019年更名為溫少淮。於《超級偶像8》展露歌喉，目前常於各大廣告和戲劇參與演出。曾參演陸劇《護花高手在都市》以及院線電影《任性的硬幣》等等，並與陳匡怡合作《戀上這個夏天》微電影獲葡萄牙電影節最佳亞洲影片獎。

## 電視劇
| 年份   | 頻道       | 劇名                        | 角色          |
| ------ | ---------- | --------------------------- | ------------- |
| 2013年 | 三立台灣台 | 《世間情》                  | 吳奇隆        |
| 2014年 | 三立台灣台 | 《戲說台灣-基隆七號房慘案》 | 莊永誠        |
| 2014年 | Youtube    | 《印象基隆》                | 陳宇左        |
| 2015年 | Youtube    | 《戀上這個夏天》            | 夏敬凡        |
| 2015年 | 三立台灣台 | 《戲說台灣-烏頭祖師爺》     | 大尾          |
| 2015年 | 三立台灣台 | 《戲說台灣-帝爺公助鳳還巢》 | 李福氣        |
| 2015年 | 三立台灣台 | 《戲說台灣-小琉球掠妖記》   | 關大刀        |
| 2016年 | 中國大陸   | 《飛來神石》                | 呂不明        |
| 2017年 | 三立台灣台 | 《戲說台灣-怪庄怪貓池王爺》 | 林木生        |
| 2017年 | 中國大陸   | 《千年水席》                | 夏杰          |
| 2017年 | 中國大陸   | 《非常直播》                | 陳軒          |
| 2017年 | 三立台灣台 | 《戲說台灣-活符擋煞》       | 王木生/李士紳 |
| 2017年 | 三立台灣台 | 《戲說台灣-三夢救夫》       | 張漢生        |
| 2018年 | 愛奇藝     | 《任性的硬幣》              | 費進          |
| 2018年 | 愛奇藝     | 《護花高手在都市》          | 夏天          |
| 2018年 | TVBS歡樂台 | 《初戀的情人》              | 方家豪        |
| 2019年 | 三立台灣台 | 《戲說台灣-聖王公傳奇》     | 何文龍        |
| 2021年 | 三立台灣台 | 《戲說台灣-毛蟹穴奇冤》     | 李勇          |
| 2021年 | 三立台灣台 | 《戲說台灣-帝爺公惜蘭花》   | 陳子文        |
| 2022年 | 台視       | 《美麗人生》                | 楊立功        |
| 2023年 | 台視       | 《追分成功》                | 楊信億        |
| 2025年 | 三立台灣台 | 《戲說台灣-金虎爺鎮邪靈》   | 莊正榮        |
| 2025年 | 三立台灣台 | 《戲說台灣-媽祖甜甜大福氣》 | 戴福氣        |
| 2025年 | 三立台灣台 | 《戲說台灣-醫聖華陀觕徒弟》 | 徐正直        |

## 综艺節目
| 年份   | 頻道     | 節目名         |
| ------ | -------- | -------------- |
| 2015年 | 貴州衛視 | 《非常完美》   |
| 2017年 | 江西衛視 | 《玫瑰之旅》   |
| 2017年 | 中國藍TV | 《一起奔跑吧》 |

## 外部連結
- 溫哲軒的Facebook專頁
- 温哲轩的新浪微博